# Звук падающего дерева в лесу

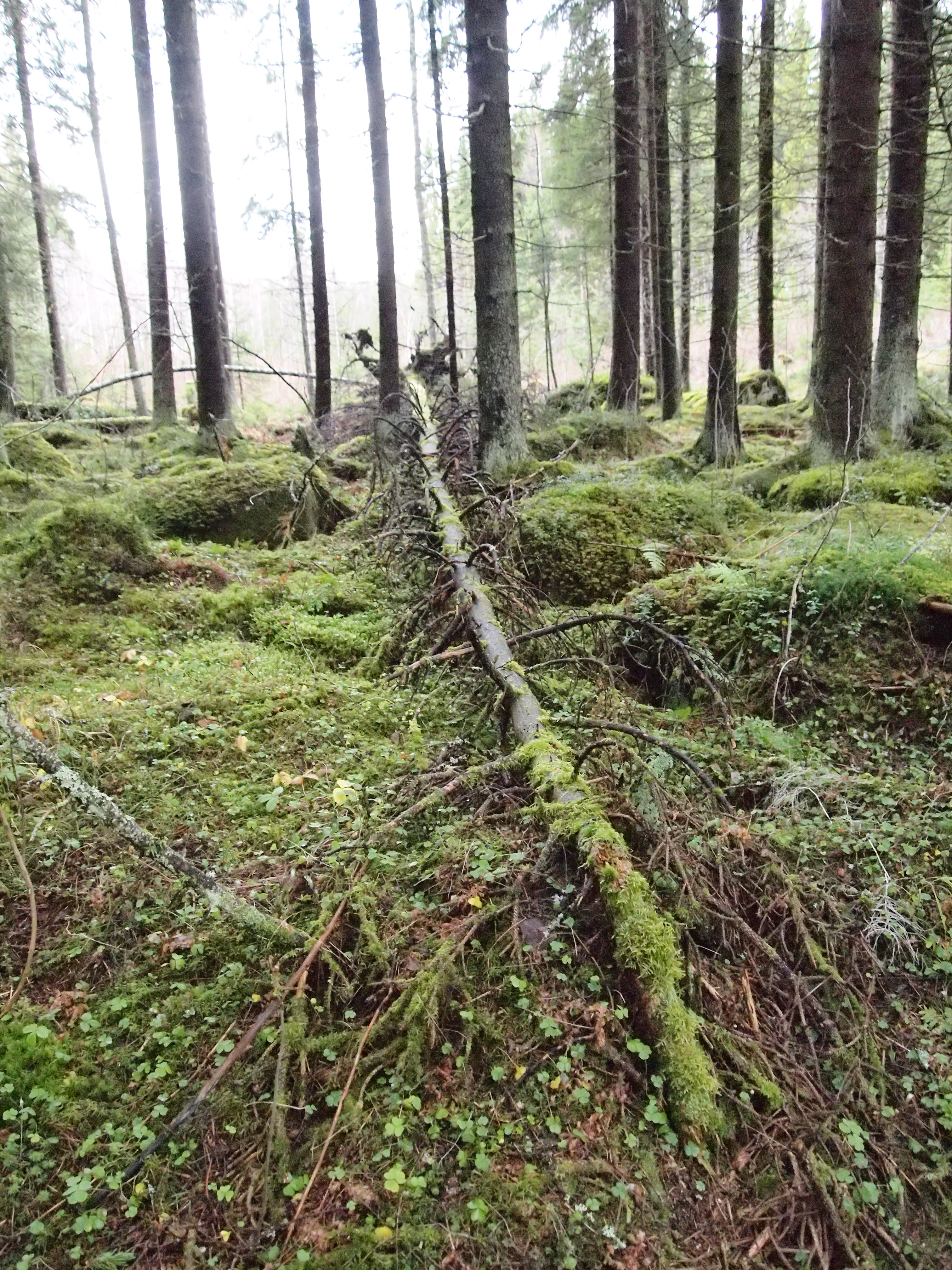
Упавшее дерево в лесу

«Слышен ли звук падающего дерева в лесу, если рядом никого нет?» — философская загадка, касающаяся проблем наблюдения и реальности. Проблема заключается в определении термина «звук».

## История
Философ Джордж Беркли, в своем «Трактате о принципах человеческого знания», вопрошает: «Но, скажете вы, без сомнения, для меня нет ничего легче, как представить себе, например, деревья в парке или книги в кабинете, никем не воспринимаемые. Я отвечу, что, конечно, вы можете это сделать, в этом нет никакого затруднения; но что же это значит, спрашиваю я вас, как не то, что вы образуете в своем духе известные идеи, называемые вами книгами и деревьями, и в то же время упускаете образовать идею того, кто может их воспринимать?».
Аналогичный вопрос был поставлен в журнале Scientific American: «Если на необитаемом острове упало бы дерево, издавался ли там звук?» В статье следовал ответ: «Звук — это воздушные вибрации, передающиеся на наши чувства через ушную систему, и признающимся таковым только в наших нервных центрах. Падение дерева или другое механическое воздействие будет производить вибрацию воздуха. Если не будет ушей, чтобы слышать, не будет и звука».

## Философия
Философская наука уже сама по себе касается загадки существования дерева, а также издаваемого им при падении звука безотносительно к восприятию человека. В том случае, если поблизости нет никого, кто мог бы услышать дерево, увидеть его, почувствовать его запах или дотронуться, что мы вообще можем сказать о его существовании? Естественно, с точки зрения науки, дерево существует, а человек является лишь воспринимающим аппаратом. Но некоторые философские учения утверждают, что дерева не существует, так как никто о нём не знает.
Если дерево может существовать вне рамок восприятия, значит, человек не в состоянии знать, есть ли вообще это дерево. Следует вопрос: чем тогда нам представляется существование, какое различие между действительностью и тем, что мы воспринимаем? Переформулированный вопрос о существовании дерева звучит так: кто настоящий выдуманный бог во имя которого возводились храмы и велись войны или никому неизвестный реальный отшельник в глухом лесу?
Разные философские концепции отвечают на эти вопросы. Например субъективный идеализм утверждает, что выдуманный бог настоящий, так как в него верят или верили люди. Но если нет никого, кто осознает или воспринимает отшельника, то с точки зрения субъективного идеализма его существование становится спорным. Реальность этого отшельника может существовать лишь для него самого, но если даже он не осознает себя, тогда можно сказать, что реального отшельника вовсе не существует. Тогда можно признать, что ненаблюдаемое событие было абсолютно идентично событию, которое вообще не произошло.
Британский научный философ Рой Бхаскар, которому приписывают разработку критического реализма, утверждал, явно ссылаясь на эту загадку, что:

Если бы люди прекратили свое существование, звук продолжал бы распространяться, а тяжелые тела падать на землю точно таким же образом, хотя, по гипотезе, об этом никто бы не знал.